# فيليكس إيفاريستو ميخيا
فيليكس إيفاريستو ميخيا هو كاتب ودبلوماسي دومينيكاني، ولد في 26 سبتمبر 1866 في سانتو دومينغو في جمهورية الدومينيكان، وتوفي بنفس المكان في 1 يوليو 1945.